# Pandemia de gripe de 1957-1958
La pandemia de gripe de 1957-1958, también conocida como gripe asiática, fue una pandemia de gripe causada por un brote de Influenzavirus A H2N2 que se inició en China. Tuvo una alta mortalidad, con estimaciones de alrededor de 1–4 millones de personas fallecidas por causa de la pandemia, lo que la convierte en una de las pandemias más mortíferas de la historia tuvo lugar por cruzarse con virus de patos silvestres de las cepas,gracias a esta mutación la llamada «Peste asiática » 
].
De China pasó aproximadamente en el mes de abril de ese año a Hong Kong y Singapur, de donde se difundió a la India y Australia. Durante los meses de mayo y de junio el virus se extendió por todo el Oriente. En julio y agosto, pasó a África y posteriormente a Europa y Estados Unidos entre octubre y noviembre. En menos de diez meses el virus alcanzó una distribución mundial.
La rápida difusión de la pandemia fue debida a dos factores:
- El incremento de la rapidez de los transportes y vuelos internacionales.
- La mutación sufrida por el virus.